# 青髭八人目の妻
『青髭八人目の妻』（Bluebeard's Eighth Wife）は、エルンスト・ルビッチ監督による1938年製作の映画作品。
原作は同名のブロードウェイ・ミュージカル作品で、パラマウント映画は1923年にもサイレント映画『Bluebeard's 8th Wife』を製作・上映し、成功を収めている。
秀逸な脚本に対して演出がやや負けているとの評価もある。とはいえ主演･助演陣ともに配役が充実し、いわゆるルビッチ･タッチも随所に活かされており、良作であることに変わりはない。

## あらすじ
フランスの避暑地リヴィエラのデパートで、パジャマの上だけを買いたいと店員に迫るアメリカ人実業家マイケル･ブランドン（ゲイリー・クーパー）。そこに都合よく「パジャマの下だけ貰うわ」と現れたのが貧乏貴族の娘ニコル（クローデット・コルベール）。気の強い彼女に一目惚れしたブランドンは猛アタックの末、婚約にこぎつける。ところが結婚式当日、ブランドンになんと7回の結婚歴があると知りニコルは激怒。離婚の際には莫大な慰謝料をニコルに支払うことを結婚の条件として、二人はどうにか夫婦となる。当然このような関係はうまくいかず、妻に相手にされないことに業を煮やしたブランドンはある手段に出る。

## キャスト
- マイケル・ブランドン：ゲイリー・クーパー
- ニコル・ド・ロワゼル：クローデット・コルベール
- アルベール・ド・レニエ：デヴィッド・ニーヴン
- ロワゼル侯爵：エドワード・E・ホートン
- エドウィジュ叔母：エリザベス・パターソン
- 探偵ペピナール：ハーマン・ビング

## スタッフ
- 監督：エルンスト・ルビッチ
- 製作：エルンスト・ルビッチ
- 脚本：チャールズ・ブラケット／ビリー・ワイルダー
- 原作：アルフレッド・サヴォワール
- 音楽：ウェルナー・R・ハイマン／フレデリック・ホランダー
- 美術：ハンス・ドライアー／ロバート・アッシャー
- 衣装：トラヴィス・バントン
- 撮影：レオ・トーヴァー
- 編集：ウィリアム・シャー
- 配給：パラマウント